# Lieutenant-gouverneur (États-Unis)
Aux États-Unis, un lieutenant-gouverneur (en anglais Lieutenant governor) est dans la plupart des cas, la personne qui seconde le gouverneur placé à la tête de chacun des États américains, le remplaçant en cas d'absence ou d'incapacité temporaire. La fonction de Lieutenant-gouverneur existe dans 43 des 50 États.
Dans le cas où le gouverneur meurt, démissionne ou est renvoyé de son poste, le lieutenant-gouverneur devient le gouverneur en titre mais dans certains États comme le Massachusetts, il n'assure que l'intérim en attente d'élections anticipées.
Dans vingt-trois États, le gouverneur et le lieutenant-gouverneur sont élus ensemble, sur le même ticket, s'assurant ainsi qu'ils soient tous les deux du même parti politique. Dans les dix-neuf autres États, ils sont élus séparément, pouvant alors être d'un parti différent. Au Tennessee, il est élu par le Sénat de l'État. Le lieutenant-gouverneur est aussi fréquemment le président de la chambre haute du Congrès de l'État, le Sénat, reflétant ainsi les pratiques fédérales où le vice-président des États-Unis est aussi le président du Sénat américain. En Alaska, à Hawaï et en Utah, la fonction de lieutenant-gouverneur est équivalente à celle du secrétaire d'État.
Parmi les sept États sans fonction de lieutenant-gouverneur, le président du sénat de l'État (Maine, New Hampshire) ou le secrétaire d'État (Arizona, Oregon, Wyoming) assume la fonction de gouverneur en cas de vacance du poste. Au Tennessee et en Virginie-Occidentale, le titre complet du chef du sénat est lieutenant-gouverneur et Speaker du Sénat. Les électeurs du New Jersey ont approuvé un amendement constitutionnel en novembre 2005, pour créer la fonction de lieutenant-gouverneur. Le premier a été élu lors des élections générales de 2009 et est entré en fonction en 2010. Bien que la constitution de Virginie Occidentale n'ait pas établi une telle fonction, le titre de Lieutenant-gouverneur est porté par le président du Sénat. 
Les territoires américains des Samoa américaines, Guam et des Îles Vierges des États-Unis et le Commonwealth des Îles Mariannes du Nord ont un lieutenant-gouverneur.

## Lieutenant-gouverneurs par État
| Alabama (Liste)              |                                | Will Ainsworth          | Républicain                   | 14 janvier 2019   | 2027 | Élection séparée                          |
| Alaska (Liste)               |                                | Nancy Dahlstrom (en)    | Républicain                   | 5 décembre 2022   | 2026 | Élection couplée avec celle du gouverneur |
| Arkansas (Liste)             |                                | Leslie Rutledge         | Républicain                   | 10 janvier 2023   | 2027 | Élection séparée                          |
| Californie (Liste)           |                                | Eleni Kounalakis        | Démocrate                     | 7 janvier 2019    | 2027 | Élection séparée                          |
| New York (Liste)             |                                | Antonio Delgado         | Démocrate                     | 25 mai 2022       | 2026 | Élection couplée avec celle du gouverneur |
| Caroline du Nord (Liste)     |                                | Mark Robinson           | Républicain                   | 1er janvier 2021  | 2025 | Élection séparée                          |
| Caroline du Sud (Liste)      |                                | Pamela Evette (en)      | Républicain                   | 9 janvier 2019    | 2027 | Élection couplée avec celle du gouverneur |
| Colorado (Liste)             |                                | Dianne Primavera        | Démocrate                     | 8 janvier 2019    | 2027 | Élection couplée avec celle du gouverneur |
| Connecticut (Liste)          |                                | Susan Bysiewicz (en)    | Démocrate                     | 9 janvier 2019    | 2027 | Élection couplée avec celle du gouverneur |
| Dakota du Nord (Liste)       |                                | Tammy Miller (en)       | Républicain                   | 3 janvier 2023    | 2024 | Élection couplée avec celle du gouverneur |
| Dakota du Sud (Liste)        |                                | Larry Rhoden            | Républicain                   | 5 janvier 2019    | 2027 | Élection couplée avec celle du gouverneur |
| Delaware (Liste)             |                                | Bethany Hall-Long       | Démocrate                     | 17 janvier 2017   | 2025 | Élection séparée                          |
| Floride (Liste)              |                                | Jeanette Nuñez          | Républicain                   | 8 janvier 2019    | 2027 | Élection couplée avec celle du gouverneur |
| Géorgie (Liste)              |                                | Burt Jones (en)         | Républicain                   | 9 janvier 2023    | 2027 | Élection séparée                          |
| Hawaï (Liste)                |                                | Sylvia Luke (en)        | Démocrate                     | 5 décembre 2022   | 2026 | Élection couplée avec celle du gouverneur |
| Idaho (Liste)                |                                | Scott Bedke (en)        | Républicain                   | 2 janvier 2023    | 2027 | Élection séparée                          |
| Illinois (Liste)             |                                | Juliana Stratton (en)   | Démocrate                     | 14 janvier 2019   | 2027 | Élection couplée avec celle du gouverneur |
| Indiana (Liste)              |                                | Suzanne Crouch          | Républicain                   | 9 janvier 2017    | 2025 | Élection couplée avec celle du gouverneur |
| Iowa (Liste)                 |                                | Adam Gregg (en)         | Républicain                   | 18 janvier 2019   | 2027 | Élection couplée avec celle du gouverneur |
| Kansas (Liste)               |                                | David Toland (en)       | Démocrate                     | 2 janvier 2021    | 2027 | Élection couplée avec celle du gouverneur |
| Kentucky (Liste)             |                                | Jacqueline Coleman (en) | Démocrate                     | 10 décembre 2019  | 2023 | Élection couplée avec celle du gouverneur |
| Louisiane (Liste)            |                                | Billy Nungesser         | Républicain                   | 11 janvier 2016   | 2024 | Élection séparée                          |
| Maryland (Liste)             |                                | Aruna Miller (en)       | Démocrate                     | 18 janvier 2023   | 2027 | Élection couplée avec celle du gouverneur |
| Massachusetts (Liste)        |                                | Kim Driscoll (en)       | Démocrate                     | 5 janvier 2023    | 2027 | Élection couplée avec celle du gouverneur |
| Michigan (Liste)             |                                | Garlin Gilchrist (en)   | Démocrate                     | 1er janvier 2019  | 2027 | Élection couplée avec celle du gouverneur |
| Minnesota (Liste)            |                                | Peggy Flanagan          | Démocrate (DFL)               | 7 janvier 2019    | 2027 | Élection couplée avec celle du gouverneur |
| Mississippi (Liste)          |                                | Delbert Hosemann (en)   | Républicain                   | 14 janvier 2020   | 2024 | Élection séparée                          |
| Missouri (Liste)             |                                | Mike Kehoe              | Républicain                   | 18 juin 2018      | 2025 | Élection séparée                          |
| Montana (Liste)              |                                | Kristen Juras (en)      | Républicain                   | 4 janvier 2021    | 2025 | Élection séparée                          |
| Nebraska (Liste)             |                                | Joe Kelly (en)          | Républicain                   | 5 janvier 2023    | 2027 | Élection séparée                          |
| Nevada (Liste)               |                                | Stavros Anthony (en)    | Républicain                   | 2 janvier 2023    | 2027 | Élection séparée                          |
| New Jersey (Liste)           |                                | Way Tahesha (en)        | Démocrate                     | September 8, 2023 | 2026 | Élection couplée avec celle du gouverneur |
| Nouveau-Mexique (Liste)      |                                | Howie Morales (en)      | Démocrate                     | 1er janvier 2019  | 2027 | Élection couplée avec celle du gouverneur |
| Ohio (Liste)                 |                                | Jon Husted              | Républicain                   | 14 janvier 2019   | 2027 | Élection couplée avec celle du gouverneur |
| Oklahoma (Liste)             |                                | Matt Pinnell (en)       | Républicain                   | 14 janvier 2019   | 2027 | Élection séparée                          |
| Pennsylvanie (Liste)         |                                | Austin Davis (en)       | Démocrate                     | 17 janvier 2023   | 2027 | Élection couplée avec celle du gouverneur |
| Rhode Island (Liste)         |                                | Sabina Matos (en)       | Démocrate                     | 14 avril 2021     | 2027 | Élection séparée                          |
| Tennessee (Liste)            |                                | Randy McNally (en)      | Républicain                   | 10 janvier 2017   | 2027 | Élection du speaker du Sénat              |
| Texas (Liste)                |                                | Dan Patrick (en)        | Républicain                   | 20 janvier 2015   | 2027 | Élection séparée                          |
| Utah (Liste)                 |                                | Deidre Henderson (en)   | Républicain                   | 4 janvier 2021    | 2025 | Élection couplée avec celle du gouverneur |
| Vermont (Liste)              |                                | David Zuckerman (en)    | Parti progressiste du Vermont | 5 janvier 2023    | 2025 | Élection séparée                          |
| Virginie (Liste)             | Winsome Sears in November 2021 | Winsome Sears (en)      | Républicain                   | 15 janvier 2022   | 2026 | Élection couplée avec celle du gouverneur |
| Virginie-Occidentale (Liste) |                                | Craig Blair (en)        | Républicain                   | 13 janvier 2021   | 2025 | Élection du speaker du Sénat              |
| Washington (Liste)           |                                | Denny Heck              | Démocrate                     | 13 janvier 2021   | 2025 | Élection séparée                          |
| Wisconsin (Liste)            |                                | Sara Rodriguez (en)     | Démocrate                     | 3 janvier 2023    | 2027 | Élection couplée avec celle du gouverneur |

## Lieutenant-gouverneurs par Territoire
| Samoa américaines (Liste)           |  | Salo Ale (en)       | Démocrate   | 3 janvier 2021 | 2025 | Élection couplée avec celle du gouverneur |
| Guam (Liste)                        |  | Josh Tenorio (en)   | Démocrate   | 7 janvier 2019 | 2027 | Élection couplée avec celle du gouverneur |
| Îles Mariannes du Nord (Liste)      |  | David Apatang (en)  | Indépendant | 9 janvier 2023 | 2027 | Élection couplée avec celle du gouverneur |
| Îles Vierges des États-Unis (Liste) |  | Tregenza Roach (en) | Démocrate   | 7 janvier 2019 | 2027 | Élection couplée avec celle du gouverneur |